# Badeanstalt Wenger

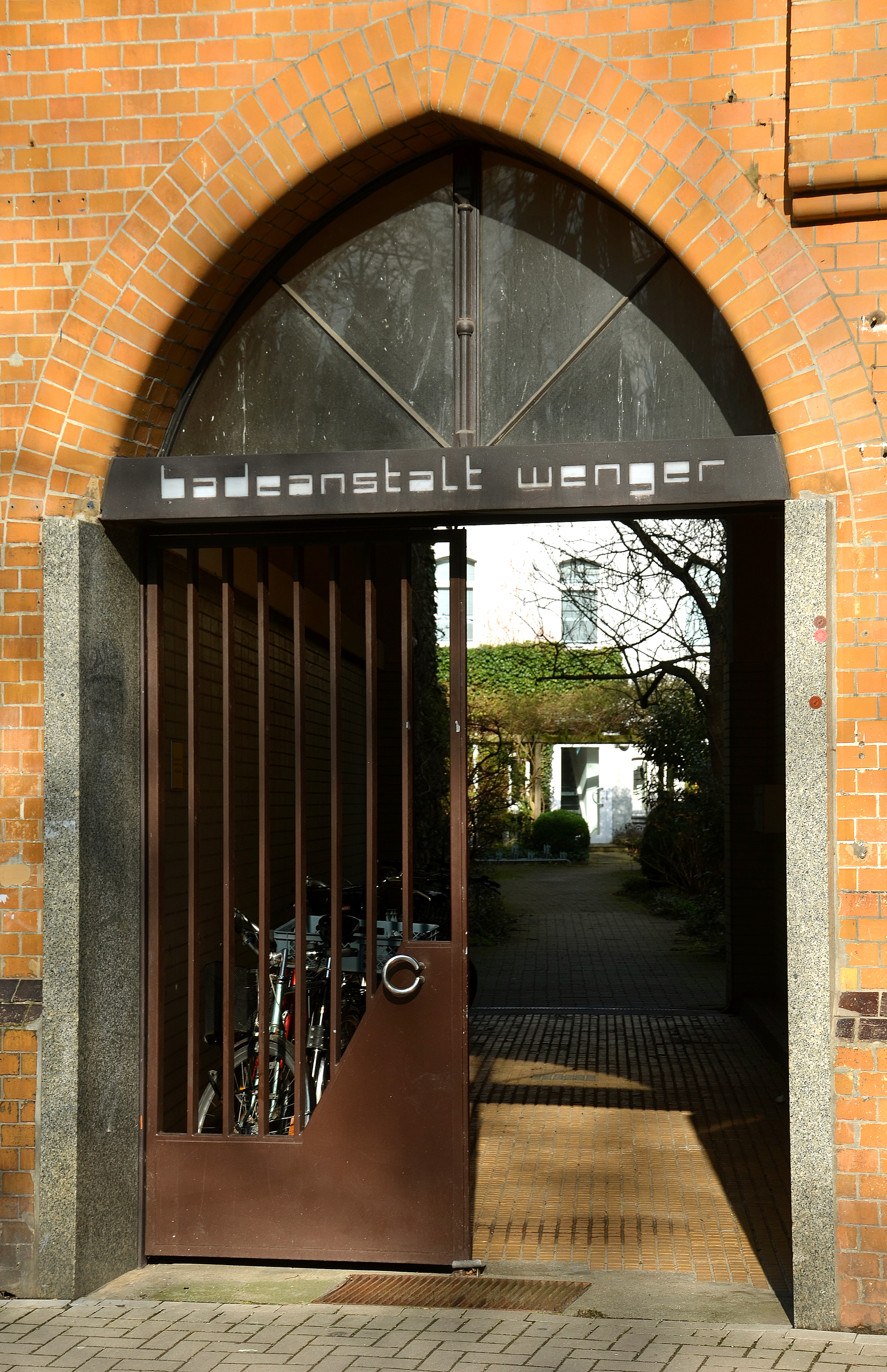
Schriftzug „Badeanstalt Wenger“ über dem Durchgang der Oberstraße 13 in der Nordstadt von Hannover

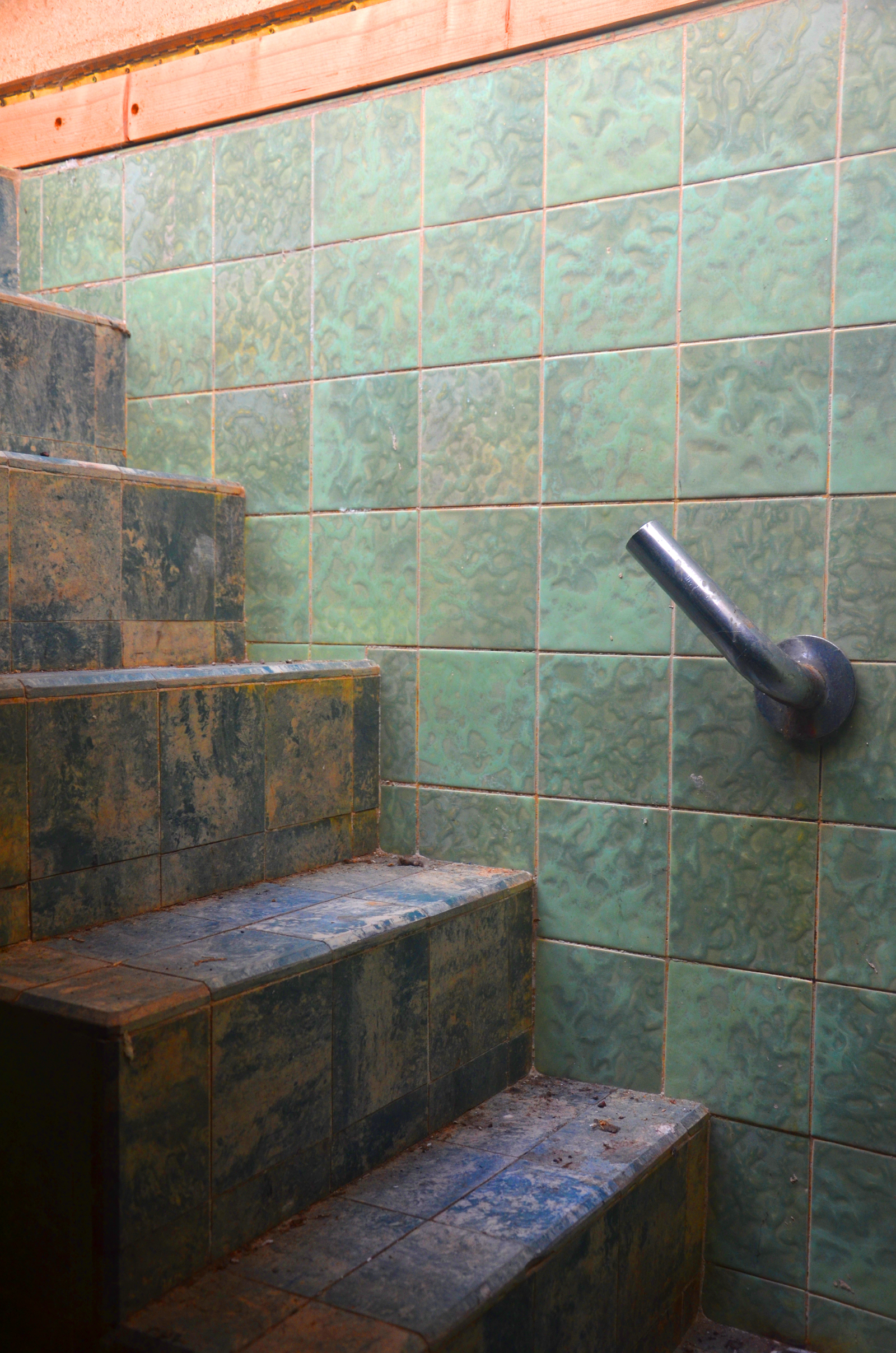
Bläulich und türkis glasierte keramische Kacheln in der tiefergelegten Mikwe der Nordstädter Badeanstalt

Die Nordstädter Badeanstalt in Hannover war eine im 19. Jahrhundert gegründete Badeanstalt. Standort war die Oberstraße 13 im sogenannten „denkmalpflegerischen Interessenbereich“ des hannoverschen Stadtteils Nordstadt.

## Geschichte
Zur Gründerzeit während des Deutschen Kaiserreichs richtete der Unternehmer Georg Wenger im Jahr 1886 auf dem Grundstück Oberstraße 8 zunächst eine größere Wäscherei ein.
Da zum Ende des 19. Jahrhunderts die Nachfrage sowohl nach Wasserbädern in Badewannen als auch nach Badekuren stark zunahm, erwarb Wenger erheblich größere Grundstück unter der Adresse Oberstraße 13, ließ dort eine Badeanstalt errichten und verband die Einrichtung mit seiner zunächst noch weitergeführten Wäscherei, bis er diese nach einer Vergrößerung der Badeeinrichtung schließlich aufgab.
In der Oberstraße 13 konnten dann Bäder in Heißluft angeboten werden, „Dampfschwitzbäder“, „elektrische Lichtbäder“ und zahlreiche medizinische Bäder wie „Soole-“, Fichtennadel-, Schwefel- und Kohlensäurebäder, Wasserbäder, Duschen nach der Kneipp-Medizin sowie Inhalationen und Massagen aller Art. Im Jahr 1900 nahm die Nordstädter Badeanstalt auch Moorbäder in das Programm auf, sie verabreichte insbesondere Moorerde aus Schmiedeberg.
Nach dem Tod des Unternehmensgründers im Jahr 1925 übernahm dessen Sohn Fritz Wenger die Nordstädter Badeanstalt.
Nach dem Zweiten Weltkrieg wurde 1947 vom Jüdischen Komitee in Wengers Badeanstalt eine Mikwe eingerichtet, ein rituelles Tauchbad. Zuvor mussten die Juden Hannovers für die rituelle Reinigung nach Celle reisen, um die dortige Mikwe zu benutzen.